# Boisset (Hérault)
Boisset é uma comuna francesa na região administrativa de Occitânia, no departamento de Hérault. Estende-se por uma área de 17,47 km². Em 2010 a comuna tinha 40 habitantes (densidade: 2,3 hab./km²).